# Desa Sirnagalih (administrativ by i Indonesien, Jawa Barat, lat -6,91, long 107,33)
Desa Sirnagalih är en administrativ by i Indonesien.   Den ligger i provinsen Jawa Barat, i den västra delen av landet, 90 km sydost om huvudstaden Jakarta.